# Calassodia
Calassodia là một chi thực vật có hoa trong họ Lan.